# Tomás Bottari
Tomás Bottari (n. Quilmes, Provincia de Buenos Aires, Argentina; 26 de abril de 2001) es un futbolista argentino. Juega de volante y su equipo actual es CS Independiente Rivadavia de la Primera División de Argentina, ha jugado en Nueva Chicago siendo el mejor volante de la B Nacional, lo ha querido aparte de Independiente Rivadavia, Godoy Cruz, pero ha elegido a Independiente Rivadavia.

## Trayectoria
Bottari hizo todas las inferiores en Quilmes Atlético Club y en 2020 logró su debut como profesional. Fue en la victoria por 1-0 sobre Almagro, ingresando a los 35 minutos del segundo tiempo por Brandon Obregón.
Luego de algunos partidos como titular en el campeonato 2021, el juvenil firmó su primer contrato hasta diciembre de 2023.

## Estadísticas

### Clubes
- Actualizado hasta el 17 de agosto de 2025.

| Quilmes Argentina | 2.ª                 | 2020                | 1   | 0 | - | - | - | - | 1   | 0 | 0 |
| Quilmes Argentina | 2.ª                 | 2021                | 23  | 0 | - | - | - | - | 23  | 0 | 0 |
| Quilmes Argentina | 2.ª                 | 2023                | 8   | 0 | - | - | - | - | 8   | 0 | 0 |
| Quilmes Argentina | Total club          | Total club          | 32  | 0 | - | - | - | - | 32  | 0 | 0 |
| Flandria Argentina | 2.ª                 | 2022                | 24  | 0 | 2 | 0 | - | - | 26  | 0 | 0 |
| Flandria Argentina | Total club          | Total club          | 24  | 0 | 2 | 0 | - | - | 26  | 0 | 0 |
| UAI Urquiza Argentina | 3.ª                 | 2023                | 12  | 0 | - | - | - | - | 12  | 0 | 0 |
| UAI Urquiza Argentina | Total club          | Total club          | 12  | 0 | - | - | - | - | 12  | 0 | 0 |
| Nueva Chicago Argentina | 2.ª                 | 2024                | 40  | 0 | - | - | - | - | 40  | 0 | 0 |
| Nueva Chicago Argentina | Total club          | Total club          | 40  | 0 | - | - | - | - | 40  | 0 | 0 |
| Independiente Rivadavia Argentina | 1.ª                 | 2025                | 19  | 0 | 3 | 0 | - | - | 22  | 0 | 0 |
| Independiente Rivadavia Argentina | Total club          | Total club          | 19  | 0 | 3 | 0 | - | - | 22  | 0 | 0 |
| Total en su carrera | Total en su carrera | Total en su carrera | 127 | 0 | 5 | 0 | - | - | 132 | 0 | 0 |
| (1) Las copas nacionales se refiere a la Copa Argentina. (2) Las copas internacionales se refiere a la Copa Libertadores y a la Copa Sudamericana. (3) Media de goles por encuentro. No incluye goles en partidos amistosos. |                     |                     |     |   |   |   |   |   |     |   |   |